# La Berrichonne de Châteauroux
La Berrichonne de Châteauroux, o più semplicemente Châteauroux, è una società calcistica francese della città di Châteauroux, situata nel dipartimento dell'Indre nella regione Centro. Il club milita nello Championnat National.

## Storia
La Berrichonne de Châteauroux venne fondata nel 1883 come polisportiva inizialmente per praticare atletica. Il settore calcio nacque venti anni più tardi, nel 1903. Nel 1935 la società si fuse con l'altra squadra calcistica della città, l'A.S. Châteauroux.
Il club ottiene il primo successo di rilievo nel 1950 con la salita nel Championnat de France Amateurs sotto l'abile guida di Gérard Woczniak. Dopo una retrocessione ed una risalita nel CFA, gli anni '60 vedono la crescita della squadra che si toglie molte soddisfazioni come la vittoria del girone ovest di CFA nel 1964 e del girone di centro nel 1966. Il 1970 vede approdare la Berri (diminutivo con cui è chiamata la società) in seconda divisione, dove resterà per quindici stagioni prima di collezionare una doppia retrocessione. Siamo a metà degli anni '80 e la squadra è in crisi; dall'inferno dei campionati inferiori riesce ad uscire agli inizi degli anni '90, con il ritorno nella Ligue 2 e la ristrutturazione del club che è diviso in due settori, uno professionistico e uno dilettantistico.
Nel 1993 la riforma dei campionati “agevola” la retrocessione in terza serie ma è solo una breve parentesi perché l'anno successivo ottiene nuovamente la promozione in Ligue 2 vincendo pure il titolo di Campione di Francia di National. Sono gli anni di Patrick Mboma. Da matricola, la squadra rossoblù termina una bella stagione al 5º posto condita dal raggiungimento dei quarti di finale sia in Coppa di Francia che in Coppa di Lega.
La Berri diventa una splendida realtà del calcio francese, arrivando ad ottenere, nella stagione 1996-1997, la sua prima e storica promozione nel massimo campionato dopo essersi classificata al primo posto in Ligue 2. L'avventura in prima divisione dura però una stagione soltanto e si conclude con la retrocessione.
Tra alti (due quinti posti nel 2003 e nel 2005) e bassi, la società è al suo decimo campionato consecutivo in Ligue 2. Da ricordare in questo periodo la conquista della finale in Coppa di Francia del 2004, storico approdo del club in una competizione internazionale, la Coppa UEFA 2004/2005, dove però fu eliminata al primo turno.
Nel campionato di Ligue 2 2014-2015 la squadra si qualifica penultima, venendo dunque retrocessa in Championnat National. Dopo il quarto posto ottenuto nel 2015-2016, che significa promozione mancata per tre punti, nel 2016-2017 la squadra vince il National, tornando in Ligue 2 per la stagione 2017-2018. La stagione in seconda divisione viene conclusa con un ottimo 9º posto con 60 punti, a sole 5 lunghezze dal quinto posto occupato dal Brest, valido per un posto ai playoff.

## Strutture

### Stadio
Lo stadio dove lo Châteauroux gioca le proprie gare casalinghe è il Gaston-Petit, che deve il nome ad un vecchio sindaco della città nonché grandissimo tifoso del club.
Inaugurato nel 1964, è stato ingrandito nel 1997 in seguito alla promozione della Berri in Ligue 1. La sua capienza è di 17072 spettatori.

## Palmarès

### Competizioni nazionali
- Campionato francese di seconda divisione: 1

1996-1997
- Championnat National: 2

1993-1994, 2016-2017

### Altri piazzamenti
- Coppa di Francia:

Finalista: 2003-2004

## Statistiche e record

### Statistiche nelle competizioni UEFA
Tabella aggiornata alla fine della stagione 2018-2019.
| Competizione                  | Partecipazioni | G | V | N | P | RF | RS |
| ----------------------------- | -------------- | - | - | - | - | -- | -- |
| Coppa UEFA/UEFA Europa League | 1              | 2 | 0 | 0 | 2 | 1  | 6  |

## Organico

### Rosa 2023-2024
Aggiornata al 30 novembre 2023.
| N. |                           | Ruolo | Calciatore            |
| -- | ------------------------- | ----- | --------------------- |
| 2  | Costa d'Avorio (bandiera) | D     | Kouadio Ange Ahoussou |
| 4  | Francia (bandiera)        | D     | Peter Ouaneh          |
| 6  | Francia (bandiera)        | C     | Romain Basque         |
| 8  | Martinica (bandiera)      | C     | Jonathan Mexique      |
| 9  | Guadalupa (bandiera)      | A     | Geoffray Durbant      |
| 10 | Togo (bandiera)           | C     | Gilles Sunu           |
| 11 | Francia (bandiera)        | A     | Natanaël Ntolla       |
| 12 | Francia (bandiera)        | D     | Nama Fofana           |
| 13 | Senegal (bandiera)        | D     | Adama Mbengué         |

| N. |                    | Ruolo | Calciatore         |
| -- | ------------------ | ----- | ------------------ |
| 14 | Algeria (bandiera) | C     | Sofiane Daham      |
| 15 | Francia (bandiera) | C     | Romain Grange      |
| 17 | Camerun (bandiera) | D     | Aloys Fouda        |
| 18 | Francia (bandiera) | C     | Ferris N'Goma      |
| 21 | Francia (bandiera) | C     | Baptiste Canelhas  |
| 24 | Francia (bandiera) | C     | Malcolm Viltard    |
| 26 | Francia (bandiera) | A     | Nolan Roux         |
| 27 | Comore (bandiera)  | D     | Benjaloud Youssouf |
| 30 | Francia (bandiera) | P     | Tommy Plumain      |
| 33 | Haiti (bandiera)   | A     | Téo James Michel   |

### Rosa 2022-2023
Aggiornata al 2 aprile 2023.
| N. |                           | Ruolo | Calciatore            |
| -- | ------------------------- | ----- | --------------------- |
| 1  | Francia (bandiera)        | P     | Paul Delecroix        |
| 2  | Costa d'Avorio (bandiera) | D     | Kouadio Ange Ahoussou |
| 4  | Francia (bandiera)        | D     | Peter Ouaneh          |
| 6  | Francia (bandiera)        | C     | Romain Basque         |
| 7  | Francia (bandiera)        | A     | Florian Bianchini     |
| 8  | Martinica (bandiera)      | C     | Jonathan Mexique      |
| 9  | Senegal (bandiera)        | A     | Alioune Ndour         |
| 10 | Togo (bandiera)           | C     | Gilles Sunu           |
| 11 | Francia (bandiera)        | A     | Natanaël Ntolla       |
| 12 | Francia (bandiera)        | D     | Nama Fofana           |
| 13 | Senegal (bandiera)        | D     | Adama Mbengué         |

| N. |                          | Ruolo | Calciatore              |
| -- | ------------------------ | ----- | ----------------------- |
| 14 | Algeria (bandiera)       | C     | Sofiane Daham           |
| 15 | Francia (bandiera)       | C     | Romain Grange           |
| 17 | Camerun (bandiera)       | D     | Aloys Fouda             |
| 18 | Francia (bandiera)       | C     | Ferris N'Goma           |
| 19 | Guinea-Bissau (bandiera) | D     | Opa Sanganté (capitano) |
| 21 | Francia (bandiera)       | C     | Baptiste Canelhas       |
| 24 | Francia (bandiera)       | C     | Malcolm Viltard         |
| 26 | Francia (bandiera)       | A     | Nolan Roux              |
| 27 | Comore (bandiera)        | D     | Benjaloud Youssouf      |
| 30 | Francia (bandiera)       | P     | Tommy Plumain           |
| 35 | Haiti (bandiera)         | A     | Téo James Michel        |

### Rosa 2021-2022
Aggiornata al 26 agosto 2021.
| N. |                         | Ruolo | Calciatore          |
| -- | ----------------------- | ----- | ------------------- |
| 1  | Francia (bandiera)      | P     | Julien Fabri        |
| 2  | Francia (bandiera)      | D     | Thibaut Vargas      |
| 3  | Camerun (bandiera)      | D     | Yannick M'Boné      |
| 4  | RD del Congo (bandiera) | C     | Rémi Mulumba        |
| 6  | Francia (bandiera)      | D     | Leandro Morante     |
| 7  | Francia (bandiera)      | C     | Amir Nouri          |
| 9  | Francia (bandiera)      | A     | Yanis Merdji        |
| 10 | Francia (bandiera)      | A     | Guevin Tormin       |
| 11 | Togo (bandiera)         | A     | Abdoulrazak Boukari |
| 12 | Francia (bandiera)      | D     | Nama Fofana         |
| 14 | Francia (bandiera)      | A     | Alexis Gonçalves    |
| 15 | Francia (bandiera)      | C     | Romain Grange       |
| 16 | Francia (bandiera)      | P     | Rémi Pillot         |
| 17 | Francia (bandiera)      | C     | Issa Marega         |

| N. |                           | Ruolo | Calciatore           |
| -- | ------------------------- | ----- | -------------------- |
| 18 | Togo (bandiera)           | A     | Gilles Sunu          |
| 19 | Senegal (bandiera)        | C     | Opa Sanganté         |
| 20 | Francia (bandiera)        | D     | Alexandre Raineau    |
| 21 | Costa d'Avorio (bandiera) | D     | Christopher Operi    |
| 22 | Senegal (bandiera)        | A     | Philippe Paulin Keny |
| 24 | Comore (bandiera)         | D     | Chaker Alhadhur      |
| 25 | Francia (bandiera)        | A     | Ilyas Chouaref       |
| 26 | Francia (bandiera)        | C     | Baptiste Canelhas    |
| 27 | Francia (bandiera)        | C     | Léo Leroy            |
| 28 | Guadalupa (bandiera)      | D     | Jérémy Cordoval      |
| 29 | Mali (bandiera)           | A     | Siriné Doucoure      |
| 30 | Francia (bandiera)        | P     | Wilfried Bedfian     |
| 40 | Francia (bandiera)        | P     | Tommy Plumain        |
|    | Francia (bandiera)        | C     | Ferris N'Goma        |

### Rosa 2020-2021
Aggiornata al 6 settembre 2020.
| N. |                           | Ruolo | Calciatore          |
| -- | ------------------------- | ----- | ------------------- |
| 1  | Francia (bandiera)        | P     | Julien Fabri        |
| 2  | Costa d'Avorio (bandiera) | D     | Ibrahim Cissé       |
| 3  | Camerun (bandiera)        | D     | Yannick M'Boné      |
| 4  | RD del Congo (bandiera)   | C     | Rémi Mulumba        |
| 6  | Francia (bandiera)        | D     | Leandro Morante     |
| 7  | Francia (bandiera)        | C     | Amir Nouri          |
| 8  | Francia (bandiera)        | D     | Thibaut Vargas      |
| 9  | Francia (bandiera)        | A     | Yanis Merdji        |
| 10 | Francia (bandiera)        | A     | Guevin Tormin       |
| 11 | Togo (bandiera)           | A     | Abdoulrazak Boukari |
| 12 | Francia (bandiera)        | D     | Nama Fofana         |
| 14 | Francia (bandiera)        | A     | Alexis Gonçalves    |
| 15 | Francia (bandiera)        | C     | Romain Grange       |
| 16 | Francia (bandiera)        | P     | Rémi Pillot         |

| N. |                           | Ruolo | Calciatore        |
| -- | ------------------------- | ----- | ----------------- |
| 17 | Francia (bandiera)        | C     | Issa Marega       |
| 18 | Togo (bandiera)           | A     | Gilles Sunu       |
| 19 | Senegal (bandiera)        | C     | Opa Sanganté      |
| 20 | Francia (bandiera)        | D     | Alexandre Raineau |
| 21 | Costa d'Avorio (bandiera) | D     | Christopher Operi |
| 22 | Senegal (bandiera)        | A     | Philippe Keny     |
| 24 | Comore (bandiera)         | D     | Chaker Alhadhur   |
| 25 | Francia (bandiera)        | A     | Ilyas Chouaref    |
| 26 | Francia (bandiera)        | C     | Baptiste Canelhas |
| 27 | Francia (bandiera)        | C     | Léo Leroy         |
| 28 | Guadalupa (bandiera)      | D     | Jérémy Cordoval   |
| 29 | Mali (bandiera)           | A     | Siriné Doucoure   |
| 30 | Francia (bandiera)        | P     | Wilfried Bedfian  |
| 40 | Francia (bandiera)        | P     | Tommy Plumain     |

### Rosa 2019-2020
Aggiornata al 30 ottobre 2019.
| N. |                         | Ruolo | Calciatore           |
| -- | ----------------------- | ----- | -------------------- |
| 1  | Francia (bandiera)      | P     | Julien Fabri         |
| 3  | Camerun (bandiera)      | D     | Yannick M'Boné       |
| 4  | RD del Congo (bandiera) | C     | Rémi Mulumba         |
| 5  | Guinea (bandiera)       | D     | Sékou Condé          |
| 7  | Francia (bandiera)      | A     | Andrew Jung          |
| 8  | Francia (bandiera)      | C     | Valentin Vanbaleghem |
| 9  | Mali (bandiera)         | A     | Cheick Diarra        |
| 10 | Francia (bandiera)      | A     | Guevin Tormin        |
| 11 | Togo (bandiera)         | A     | Abdoulrazak Boukari  |
| 12 | Francia (bandiera)      | D     | Nama Fofana          |
| 14 | Francia (bandiera)      | A     | Alexis Gonçalves     |
| 15 | Francia (bandiera)      | C     | Romain Grange        |
| 16 | Francia (bandiera)      | P     | Rémi Pillot          |

| N. |                           | Ruolo | Calciatore           |
| -- | ------------------------- | ----- | -------------------- |
| 17 | Francia (bandiera)        | C     | Issa Marega          |
| 19 | Senegal (bandiera)        | C     | Opa Sanganté         |
| 20 | Francia (bandiera)        | D     | Alexandre Raineau    |
| 21 | Costa d'Avorio (bandiera) | D     | Christopher Operi    |
| 22 | Senegal (bandiera)        | A     | Philippe Paulin Keny |
| 23 | Francia (bandiera)        | A     | Haissem Hassan       |
| 24 | Comore (bandiera)         | D     | Chaker Alhadhur      |
| 25 | Francia (bandiera)        | A     | Ilyas Chouaref       |
| 26 | Haiti (bandiera)          | C     | Brian Chevreuil      |
| 27 | Francia (bandiera)        | C     | Léo Leroy            |
| 28 | Guadalupa (bandiera)      | D     | Jérémy Cordoval      |
| 29 | Francia (bandiera)        | A     | Lamine Ghezali       |
| 30 | Francia (bandiera)        | P     | Wilfried Bedfian     |

### Rosa 2018-2019
Aggiornata al 3 settembre 2018.
| N. |                      | Ruolo | Calciatore           |
| -- | -------------------- | ----- | -------------------- |
| 1  | Venezuela (bandiera) | P     | José Contreras       |
| 2  | Mali (bandiera)      | D     | Moussa Soumaré       |
| 3  | Camerun (bandiera)   | D     | Yannick M'Boné       |
| 5  | Francia (bandiera)   | D     | Grégory Bourillon    |
| 6  | Francia (bandiera)   | C     | Abdoulaye Sissako    |
| 7  | Francia (bandiera)   | A     | Oumare Tounkara      |
| 8  | Francia (bandiera)   | C     | Valentin Vanbaleghem |
| 9  | Mali (bandiera)      | D     | Cheick Diarra        |
| 10 | Francia (bandiera)   | A     | Jérémy Livolant      |
| 11 | Togo (bandiera)      | C     | Razak Boukari        |
| 12 | Francia (bandiera)   | D     | Nama Fofana          |
| 13 | Francia (bandiera)   | A     | Christophe Mandanne  |

| N. |                    | Ruolo | Calciatore           |
| -- | ------------------ | ----- | -------------------- |
| 14 | Francia (bandiera) | C     | Kevin Yamga          |
| 15 | Francia (bandiera) | A     | Kévin Goba           |
| 16 | Francia (bandiera) | P     | Rémi Pillot          |
| 17 | Guinea (bandiera)  | C     | Sékou Condé          |
| 18 | Senegal (bandiera) | C     | Serigne Fallou Niang |
| 19 | Senegal (bandiera) | C     | Opa Sanganté         |
| 20 | Francia (bandiera) | D     | Alexandre Raineau    |
| 21 | Francia (bandiera) | C     | Christopher Operi    |
| 25 | Francia (bandiera) | D     | Aldo Angoula         |
| 26 | Haiti (bandiera)   | C     | Brian Chevreuil      |
| 28 | Francia (bandiera) | C     | Maxime Barthelmé     |
| 29 | Francia (bandiera) | C     | Mehdi Merghem        |

### Rosa 2017-2018
Aggiornata al 2 settembre 2017.
| N. |                    | Ruolo | Calciatore              |
| -- | ------------------ | ----- | ----------------------- |
| 1  | Francia (bandiera) | P     | Louis Souchaud          |
| 2  | Comore (bandiera)  | D     | Chaker Alhadhur         |
| 3  | Camerun (bandiera) | D     | Yannick M'Boné          |
| 4  | Francia (bandiera) | D     | Richard-Quentin Samnick |
| 5  | Francia (bandiera) | D     | Grégory Bourillon       |
| 6  | Senegal (bandiera) | C     | Sidy Sarr               |
| 7  | Francia (bandiera) | A     | Oumare Tounkara         |
| 8  | Francia (bandiera) | C     | Sofiane Khadda          |
| 10 | Francia (bandiera) | A     | Adil Lebrun             |
| 11 | Togo (bandiera)    | C     | Razak Boukari           |
| 12 | Francia (bandiera) | D     | Nama Fofana             |
| 13 | Francia (bandiera) | A     | Christophe Mandanne     |
| 14 | Ciad (bandiera)    | C     | Sanaa Altama            |
| 15 | Francia (bandiera) | A     | Kévin Goba              |

| N. |                    | Ruolo | Calciatore           |
| -- | ------------------ | ----- | -------------------- |
| 16 | Francia (bandiera) | P     | Rémi Pillot          |
| 17 | Francia (bandiera) | C     | Kévin das Neves      |
| 18 | Senegal (bandiera) | C     | Serigne Fallou Niang |
| 19 | Senegal (bandiera) | C     | Opa Sangante         |
| 20 | Francia (bandiera) | D     | Alexandre Raineau    |
| 21 | Francia (bandiera) | C     | Christopher Operi    |
| 22 | Francia (bandiera) | A     | Kamel Chergui        |
| 23 | Francia (bandiera) | A     | Yann Mabella         |
| 25 | Francia (bandiera) | D     | Aldo Angoula         |
| 26 | Haiti (bandiera)   | C     | Brian Chevreuil      |
| 27 | Francia (bandiera) | D     | Cheick Traoré        |
| 28 | Francia (bandiera) | C     | Maxime Barthelmé     |
| 29 | Francia (bandiera) | C     | Mehdi Merghem        |
| 40 | Francia (bandiera) | P     | Mouez Hassen         |

### Rosa 2016-2017
Aggiornata al 31 gennaio 2017.
| N. |                         | Ruolo | Calciatore              |
| -- | ----------------------- | ----- | ----------------------- |
| 1  | Francia (bandiera)      | P     | Louis Souchaud          |
| 3  | Camerun (bandiera)      | D     | Yannick M'Boné          |
| 4  | Francia (bandiera)      | D     | Richard-Quentin Samnick |
| 6  | Francia (bandiera)      | D     | Guillaume Dequaire      |
| 7  | Francia (bandiera)      | A     | Oumare Tounkara         |
| 8  | Francia (bandiera)      | C     | Sofiane Khadda          |
| 9  | Burkina Faso (bandiera) | C     | Souleymane Sawadogo     |
| 10 | Francia (bandiera)      | A     | Adil Lebrun             |
| 11 | Stati Uniti (bandiera)  | A     | Theoson Siebatcheu      |
| 12 | Francia (bandiera)      | D     | Nama Fofana             |
| 14 | Ciad (bandiera)         | C     | Sanaa Altama            |
| 15 | Francia (bandiera)      | A     | Kévin Goba              |
| 16 | Francia (bandiera)      | P     | Rémi Pillot             |
| 17 | Francia (bandiera)      | C     | Kévin das Neves         |

| N. |                         | Ruolo | Calciatore          |
| -- | ----------------------- | ----- | ------------------- |
| 18 | Mali (bandiera)         | C     | Abdoulaye Coulibaly |
| 19 | Senegal (bandiera)      | C     | Opa Sangante        |
| 20 | Francia (bandiera)      | C     | Alexandre Raineau   |
| 21 | Francia (bandiera)      | D     | Judicaël Crillon    |
| 22 | Francia (bandiera)      | C     | Kamel Chergui       |
| 23 | Francia (bandiera)      | C     | Maxime Blanc        |
| 24 | Togo (bandiera)         | A     | Razak Boukari       |
| 25 | Francia (bandiera)      | D     | Aldo Angoula        |
| 26 | Francia (bandiera)      | C     | Laurent Héloïse     |
| 27 | Francia (bandiera)      | D     | Cheick Traoré       |
| 29 | Francia (bandiera)      | C     | Mehdi Merghem       |
| —  | Francia (bandiera)      | P     | Johann Dorangeon    |
| —  | RD del Congo (bandiera) | D     | Wamba Vuka Lulendo  |

### Rosa 2015-2016
Rosa aggiornata al 2 marzo 2016
| N. |                    | Ruolo | Calciatore              |
| -- | ------------------ | ----- | ----------------------- |
| 1  | Francia (bandiera) | P     | Jonathan Millieras      |
| 3  | Camerun (bandiera) | D     | Yannick M'Bone          |
| 4  | Francia (bandiera) | D     | Richard-Quentin Samnick |
| 5  | Camerun (bandiera) | D     | Calvin Mangan           |
| 6  | Francia (bandiera) | D     | Guillaume Dequaire      |
| 7  | Francia (bandiera) | A     | Oumare Tounkara         |
| 8  | Algeria (bandiera) | C     | Bilel Agueni            |
| 9  | Camerun (bandiera) | A     | Arnold Garita           |
| 11 | Francia (bandiera) | A     | Terence Makengo         |
| 12 | Francia (bandiera) | D     | Nama Fofana             |
| 16 | Francia (bandiera) | P     | Louis Souchaud          |

| N. |                    | Ruolo | Calciatore          |
| -- | ------------------ | ----- | ------------------- |
| 17 | Francia (bandiera) | C     | Kévin Das Neves     |
| 19 | Francia (bandiera) | D     | Florian Pinteaux    |
| 20 | Francia (bandiera) | C     | Flavien Tait        |
| 21 | Francia (bandiera) | D     | Judicaël Crillon    |
| 22 | Francia (bandiera) | C     | Kamel Chergui       |
| 24 | Francia (bandiera) | C     | Kevin Diogo         |
| 27 | Francia (bandiera) | C     | Abdoulaye Coulibaly |
| 28 | Francia (bandiera) | A     | Ulrich N'Nomo       |
| 29 | Francia (bandiera) | A     | Yoane Wissa         |
| 30 | Francia (bandiera) | P     | Rodolphe Roche      |

### Rosa 2014-2015
Rosa aggiornata al 24 marzo 2015
| N. |                      | Ruolo | Calciatore      |
| -- | -------------------- | ----- | --------------- |
| 1  | Francia (bandiera)   | P     | Landry Bonnefoi |
| 2  | Francia (bandiera)   | D     | Denys Bain      |
| 4  | Francia (bandiera)   | C     | Jérôme Leroy    |
| 5  | Francia (bandiera)   | D     | Fabien Boyer    |
| 6  | Francia (bandiera)   | C     | Emeric Dudouit  |
| 7  | Guadalupa (bandiera) | D     | Loïc Nestor     |
| 8  | Francia (bandiera)   | A     | Grégory Thil    |
| 9  | Camerun (bandiera)   | A     | Arnold Garita   |
| 10 | Francia (bandiera)   | C     | Damien Plessis  |
| 11 | Francia (bandiera)   | A     | Terence Makengo |
| 13 | Gambia (bandiera)    | C     | Hassane Kamara  |
| 15 | Francia (bandiera)   | D     | Erwan Quintin   |
| 16 | Francia (bandiera)   | P     | Louis Souchaud  |

| N. |                         | Ruolo | Calciatore              |
| -- | ----------------------- | ----- | ----------------------- |
| 17 | Comore (bandiera)       | C     | Nasser Chamed           |
| 20 | Francia (bandiera)      | C     | Flavien Tait            |
| 21 | RD del Congo (bandiera) | C     | Distel Zola             |
| 22 | Guinea (bandiera)       | C     | Bocundji Ca             |
| 23 | Francia (bandiera)      | D     | Johann Obiang           |
| 24 | Francia (bandiera)      | C     | Maxime Darrieux         |
| 25 | Francia (bandiera)      | D     | Laurent Bonnart         |
| 28 | Francia (bandiera)      | A     | Ulrich N'Nomo           |
| 30 | Francia (bandiera)      | P     | Jonathan Millieras      |
|    | Francia (bandiera)      | A     | Anthony Derouard        |
|    | Francia (bandiera)      | C     | Elie Ehua               |
|    | Francia (bandiera)      | D     | Richard-Quentin Samnick |